# Front uni du consortium Ambazonie-Cameroun méridional
Le Front uni du consortium Ambazonie-Cameroun méridional (FUCACM ; en anglais ; Southern Cameroons Ambazonia Consortium United Front, SCACUF), est un mouvement séparatiste non-violent visant à obtenir l'indépendance des deux régions anglophones du Cameroun, le Nord-Ouest et le Sud-Ouest. C'était une coalition de plusieurs mouvements séparatistes. 
Le 1er octobre 2017, le mouvement déclare l'indépendance des régions anglophones sous le nom de république fédérale d'Ambazonie. Le leader du mouvement, Sisiku Julius Ayuk Tabe, est nommé président de l'État autoproclamé. Ce mouvement se transforme par la suite pour former le gouvernement intérimaire de l'Ambazonie. 